# Ferdinand von Soyer
Ferdinand von Soyer (* 27. November 1810 in München; † 22. Dezember 1868 ebenda) war ein deutscher Zollbeamter und Politiker im Königreich Bayern.

## Leben
Soyer studierte an der von Landshut nach München verlegten Ludwig-Maximilians-Universität und wurde 1828 im Corps Palatia München aktiv.
Er wurde Beamter in der bayerischen Zollverwaltung. 1861 wechselte er von Neuburg am Rhein als Leiter des Hauptzollamtes nach Ludwigshafen. Ab 1865 war er für die Nationalliberale Partei Abgeordneter in der Kammer der Abgeordneten (Bayern). Für den Wahlkreis 3 Pfalz–Germersheim der Pfalz (Bayern) saß er 1868 bis zu seinem Tod im Zollparlament. Er starb mit 58 Jahren im Amt.